# Listen to Your Father
Listen to Your Father is de eerste solo-single uit september 1984 van zanger Feargal Sharkey na diens vertrek uit The Undertones. Het is geschreven door Carl 'Chas Smash' Smyth, zanger en multi-instrumentalist van de ska-popband Madness die ook meespeelt op de single. De B-kant is Can I Say I Love You, dat Sharkey samen met Smyth schreef. Listen to Your Father verscheen in september 1984 en was de eerste single op Zarjazz, het eerste eigen label van Madness. De single bereikte de 23e plaats in UK Singles Chart. 
In Nederland was de plaat op zondag 4 november 1984 de 45e Speciale Aanbieding bij de KRO op Hilversum 3, maar desondanks bleef de single in de Tipparade steken. De Nederlandse Top 40, Nationale Hitparade en de TROS Top 50 werden niet bereikt. Ook in de Europese hitlijst op Hilversum 3, de TROS Europarade, werd géén notering behaald.
In België werden zowel de Vlaamse Ultratop 50 als de Vlaamse Radio 2 Top 30 niet bereikt.

## Achtergrond
Listen to Your Father werd al in 1981 door Madness uitgeprobeerd tijdens de opnamen voor het derde album 7. Twee jaar, en diverse mislukte pogingen later, besloten de 'nutty boys om het nummer aan Feargal Sharkey te geven nadat ze hem bij Top of the Pops tegenkwamen.      De definitieve versie van Listen to Your Father werd in maart 1984 opgenomen; Can I Say I Love You volgde begin juni nadat Madness weg was bij het Stiff-label.
Sharkey verscheen in oktober 1984 in Top of the Pops om het nummer te playbacken met begeleiding van Madness; alleen zanger Suggs zou ontbreken omdat hij niet aan de single heeft meegewerkt. Daarna werd de zanger in het programma Saturday Starship bijgestaan door Smyth en bassist Mark Bedford.
Op 24 november 1985 werd Sharkey uitgenodigd voor de slotavond van de Mad Not Mad-tournee in de Londense concertzaal Hammersmith Odeon om de eerste en enige live-versie van Listen to Your Father te zingen. Hij werd aangekondigd als "Mr. Teenage Kicks", verwijzend naar de hit Teenage Kicks van de Undertones. Sharkey had op dat moment een wereldhit te pakken met A Good Heart, waarop Suggs grapte "another Zarjazz-artist gone the wrong way".